# North Rolette (Dakota del Norte)
North Rolette es un territorio no organizado situado en el condado de Rolette, Dakota del Norte, Estados Unidos. Según el censo de 2020, tiene una población de 3199 habitantes.

## Geografía
Está ubicado en las coordenadas 48°54′00″N 99°58′02″O / 48.90000, -99.96722 (48.899974, -99.967342). Según la Oficina del Censo, tiene una superficie total de 728.08 km², de los cuales 678.29 km² corresponden a tierra firme y 49.79 km² están cubiertos de agua.

## Demografía
Según el censo de 2020, hay 3199 personas residiendo en la zona. La densidad de población es de 4.72 hab./km². El 80.90% de los habitantes son amerindios, el 15.72% son blancos, el 0.09% son afroamericanos, el 0.03% es asiático, el 0.09% son isleños del Pacífico, el 0.03% es de otra raza y el 3.13% son de una mezcla de razas. Del total de la población, el 0.75% son hispanos o latinos de cualquier raza.